# لطفي زيتون
لطفي زيتون ولد في  13 أغسطس 1964 في تونس العاصمة، هو إعلامي وباحث متخصص في العلوم السياسية والتاريخ وناشط حقوقي وسياسي تونسي بريطاني، من قيادات حركة النهضة.

## السيرة الذاتية
بسبب انتمائه لحركة النهضة ذات التوجه الإسلامي، اعتقل لطفي زيتون عدة مرات سنوات 1986 و1987 و1989 و1990، الأمر الذي منعه من مواصلة دراسته. أجبر على المنفى في الجزائر سنة 1990 أين عمل كمراسل لعدة صحف محلية، ولكن بعد ضغوطات من تونس على السلطات الجزائرية، غادر لمنفاه الأخير في المملكة المتحدة في 22 مارس 1992. 

واصل نشاطه في الميدان الصحفي وانخرط في الاتحاد الوطني للصحفيين في المملكة المتحدة. بعد تحصله على شهادة في الإنجليزية، تحصل على الليسانس في الحوكمة السياسية والتاريخ من جامعة شرق لندن والأستاذية في نظرية العلاقات الدولية من جامعة كينت. 

بين 1993 و2006، اشتغل كمدير مكتب راشد الغنوشي رئيس حركة النهضة المنفي في لندن أيضا، وكان عضوا في المكتب السياسي والإعلامي للحركة في المهجر في التسعينات. في 2000، انضم للمكتب التنفيذي ومجلس شورى الحركة. 

في 2006، تحمل مسؤوليات في قناة الحوار اللندنية، كما كان عضوا مؤسسا لمركز تونس للدراسات الاستشرافية ورئيس مؤسسة شهداء تونس للمشاريع الخيرية والتنموية. 

بعد الثورة التونسية في 2011، عاد بعد 21 سنة من المنفى إلى تونس، وأصبح المستشار السياسي لرئيس الحكومة التونسية حمادي الجبالي المنتمي للنهضة أيضا. 

في فبراير 2019، عبر عن رفضه للفحص الشرجي المفروض على المثليين في تونس، وفي مارس من نفس السنة، عبر عن دعمه لتقنين مادة القنب الهندي في بلاده. 

في 27 فبراير 2020، عين وزيرا للشؤون المحلية في حكومة إلياس الفخفاخ، المنصب الذي غادره بعد مدة قصيرة في 15 يوليو الموالي بعد سحب حركة النهضة ثقتها من حكومة الفخفاخ إثر تهم تضارب مصالح.

## الحياة الخاصة
لطفي زيتون متزوج بمنجية العبيدي رئيسة منظمة «نساء ضد التعذيب» ولهما ثلاثة أولاد وبنتان.